# Apátistvánfalva
Apátistvánfalva (Duits: Stephansdorf in der Wart) is een plaats (község) en gemeente in het Hongaarse comitaat Vas. Apátistvánfalva telt 416 inwoners (2001).